# MED27
MED27 (англ. Mediator complex subunit 27) – білок, який кодується однойменним геном, розташованим у людей на короткому плечі 9-ї хромосоми. Довжина поліпептидного ланцюга білка становить 311 амінокислот, а молекулярна маса — 35 432.
| 10         |  | 20         |  | 30         |  | 40         |  | 50         |
| ---------- |  | ---------- |  | ---------- |  | ---------- |  | ---------- |
| MADVINVSVN |  | LEAFSQAISA |  | IQALRSSVSR |  | VFDCLKDGMR |  | NKETLEGREK |
| AFIAHFQDNL |  | HSVNRDLNEL |  | ERLSNLVGKP |  | SENHPLHNSG |  | LLSLDPVQDK |
| TPLYSQLLQA |  | YKWSNKLQYH |  | AGLASGLLNQ |  | QSLKRSANQM |  | GVSAKRRPKA |
| QPTTLVLPPQ |  | YVDDVISRID |  | RMFPEMSIHL |  | SRPNGTSAML |  | LVTLGKVLKV |
| IVVMRSLFID |  | RTIVKGYNEN |  | VYTEDGKLDI |  | WSKSNYQVFQ |  | KVTDHATTAL |
| LHYQLPQMPD |  | VVVRSFMTWL |  | RSYIKLFQAP |  | CQRCGKFLQD |  | GLPPTWRDFR |
| TLEAFHDTCR |  | Q          |  |            |  |            |  |            |

A: Аланін

C: Цистеїн

D: Аспарагінова кислота

E: Глутамінова кислота

F: Фенілаланін

G: Гліцин

H: Гістидин

I: Ізолейцин

K: Лізин

L: Лейцин

M: Метіонін

N: Аспарагін

P: Пролін

Q: Глутамін

R: Аргінін

S: Серин

T: Треонін

V: Валін

W: Триптофан

Кодований геном білок за функціями належить до активаторів, фосфопротеїнів. 
Задіяний у таких біологічних процесах, як транскрипція, регуляція транскрипції, альтернативний сплайсинг. 
Локалізований у ядрі.